# Edith Roberts
Edith Roberts, nata Edith Josephine Roberts (New York, 17 settembre 1899 – Los Angeles, 20 agosto 1935), è stata un'attrice statunitense dell'epoca del cinema muto.

## Biografia
Sua sorella maggiore era la nota attrice teatrale Leona Roberts (1879-1954), una delle interpreti di Via col vento e madre di Josephine Hutchinson (1903-1998), attrice teatrale, cinematografica e televisiva. Edith Roberts si sposò due volte: la prima con M. Kenneth Snookes, la seconda con Harold Carter. Dal secondo matrimonio, l'attrice ebbe il figlio Robert. Morì di setticemia a 35 anni, poco dopo la nascita del suo unico figlio, Robert. Il servizio funebre fu celebrato secondo il rito della Christian Science nella cappella del cimitero di Los Angeles.

## Riconoscimenti
- Young Hollywood Hall of Fame (1908-1919)

## Filmografia

### 1915
- When the Call Came, regia di Sidney M. Goldin (1915)
- Billy's College Job, regia di Sidney M. Goldin (1915)

### 1916
- The Trail of the Wild Wolf, regia di Robert F. Hill (1916)
- Cinders, regia di Robert F. Hill (1916)
- The Crimson Trail, regia di Winthrop Kelley (1935)
- The Doctor of the Afternoon Arm, regia di Robert F. Hill (1916)
- Just Kitty, regia di Robert F. Hill (1916)
- Claudia, regia di Robert F. Hill (1916)
- The Unconventional Girl, regia di Robert F. Hill (1916)
- Her Wonderful Secret, regia di Winthrop Kelley (1916)
- A College Boomerang, regia di Winthrop Kelley (1916)
- The Heart Wrecker, regia di George Ridgwell (1916)
- Peggy and the Law, regia di George Ridgwell (1916)
- The Clever Mrs. Carter, regia di George Ridgwell (1916)
- The Little Grey Mouse, regia di Winthrop Kelley (1916)
- Her Mother's Sweetheart, regia di George Ridgwell (1916)
- The Heritage of Valor, regia di Allen Curtis (1916)
- High Speed, regia di Millard K. Wilson (1916)
- Felix Gets in Wrong, regia di Frank Ormston (1916)
- The Call of the Unborn, regia di Millard K. Wilson (1916)
- Lost in Babylon, regia di Millard K. Wilson (1916)
- Pretty Baby, regia di Louis Chaudet (1916)
- Toto of the Byways, regia di Lee Kohlmar (1916)

### 1917
- Practice What You Preach, regia di Louis Chaudet (1917)
- The Whelp, regia di Millard K. Wilson (1917)
- One Thousand Miles an Hour, regia di Louis Chaudet (1917)
- The Wrong Mary Wright, regia di Millard K. Wilson (1917)
- Treat 'Em Rough, regia di Louis Chaudet (1917)
- A Macaroni Sleuth, regia di Louis Chaudet (1917)
- Why, Uncle!, regia di Louis Chaudet (1917)
- His Wife's Relatives, regia di Louis Chaudet (1917)
- A Hasty Hazing, regia di Louis Chaudet (1917)
- Down Went the Key, regia di Louis Chaudet (1917)
- A Million in Sight, regia di Louis Chaudet (1917)
- Evil Hands, regia di John McDermott - cortometraggio (1917)
- A Bundle of Trouble, regia di Louis Chaudet (1917)
- Some Specimens, regia di Louis Chaudet (1917)
- When the Cat's Away, regia di Louis Chaudet (1917)
- Shot in the West, regia di Louis Chaudet (1917)
- Mixed Matrimony, regia di Louis Chaudet (1917)
- Under the Bed, regia di Louis Chaudet (1917)
- Follow the Tracks, regia di Louis Chaudet (1917)
- The Home Wreckers, regia di Louis Chaudet (1917)
- The Rogue's Nest, regia di Donald MacDonald - cortometraggio (1917)
- What a Clue Will Do, regia di Louis Chaudet (1917)
- The Little Moccasins, regia di Millard K. Wilson - cortometraggio (1917)
- The Lost Appetite, regia di Louis Chaudet (1917)
- To Oblige a Vampire, regia di Louis Chaudet (1917)
- Moving Day, regia di Louis Chaudet (1917)
- Tell Morgan's Girl, regia di Louis Chaudet (1917)
- Burglar by Request, regia di Louis Chaudet (1917)
- To Be or Not to Be Married, regia di Louis Chaudet (1917)
- The War Bridegroom, regia di Roy Clements (1917)
- Her City Beau, regia di Millard K. Wilson (come M. K. Wilson) (1917)
- Poor Peter Pious, regia di Louis Chaudet (1917)
- Minding the Baby, regia di Roy Clements (1917)
- A Dark Deed, regia di Louis Chaudet (1917)
- Seeing Things, regia di Louis Chaudet (1917)
- Married by Accident, regia di Roy Clements (1917)
- The Love Slacker, regia di Roy Clements (1917)
- The Rushin' Dancers, regia di Louis Chaudet (1917)
- Move Over, regia di Roy Clements (1917)
- The Nightcap, regia di Roy Clements (1917)
- Looking 'Em Over, regia di Louis Chaudet (1917)
- The Boulevard Speed Hounds, regia di Burton George (1917)
- Welcome Home, regia di Roy Clements (1917)
- Taking Their Medicine, regia di Roy Clements (1917)
- Pete, the Prowler, regia di Louis Chaudet (1917)
- Hot Applications, regia di Roy Clements (1917)
- Wild and Woolly Women, regia di Roy Clements (1917)

### 1918
- A Pigskin Hero, regia di Eddie Lyons, Lee Moran (1918)
- Mum's the Word, regia di Eddie Lyons e Lee Moran (1918)
- Whose Baby Are You?, regia di Eddie Lyons e Lee Moran (1918)
- The Dodgers, regia di Eddie Lyons e Lee Moran (1918)
- A Ripping Time, regia di Eddie Lyons e Lee Moran (1918)
- Stepping Some, regia di Eddie Lyons e Lee Moran (1918)
- The Knockout, regia di Eddie Lyons e Lee Moran (1918)
- Berth Control, regia di Eddie Lyons e Lee Moran (1918)
- Bad News, regia di Eddie Lyons e Lee Moran (1918)
- Shot in the Dumbwaiter, regia di Eddie Lyons e Lee Moran (1918)
- The Vamp Cure, regia di Eddie Lyons, Lee Moran (1918)
- The Deciding Kiss , regia di Tod Browning (1918)
- A Duck Out of Water, regia di Eddie Lyons, Lee Moran (1918)
- The Love Swindle, regia di John Francis Dillon (1918)
- Don't Shoot!, regia di Eddie Lyons e Lee Moran (1918)
- Give Her Gas, regia di Eddie Lyons e Lee Moran (1918)
- The Brazen Beauty, regia di Tod Browning (1918)
- Nearly a Chaperone, regia di Eddie Lyons, Lee Moran - cortometraggio (1918)
- Beans, regia di John Francis Dillon (1918)
- Nailed at the Plate, regia di Eddie Lyons, Lee Moran - cortometraggio (1918)
- Guilty, regia di Eddie Lyons, Lee Moran - cortometraggio (1918)
- Set Free, regia di Tod Browning (1918)
- Don't Weaken!, regia di Eddie Lyons, Lee Moran - cortometraggio (1918)
- Straight Crooks, regia di Eddie Lyons, Lee Moran (1918)

### 1919
- Klever Kiddies - cortometraggio (1919)
- Sue of the South, regia di Eugene Moore - cortometraggio (1919)
- Kitchen Police, regia di Eddie Lyons, Lee Moran - cortometraggio (1919)
- Up the Flue, regia di Eddie Lyons, Lee Moran - cortometraggio (1919)
- A Taste of Life, regia di John Francis Dillon (1919)
- All Bound Around, regia di Eddie Lyons, Lee Moran - cortometraggio (1919)
- Bill Henry, regia di Jerome Storm (1919)
- Penny Ante, regia di Eddie Lyons e Lee Moran (1919)
- A Village Venus, regia di Fred C. Fishback (Fred Hibbard) (1919)
- Oh! Oh! Nursie!, regia di Eddie Lyons e Lee Moran (1919)
- Chasing Her Future, regia di Fred C. Fishback (Fred Hibbard) (1919)
- Lasca, regia di Norman Dawn (1919)
- He Married His Wife
- In the Good Old Days, regia di Eddie Lyons e Lee Moran (1919)

### 1920
- The Triflers, regia di Christy Cabanne (1920)
- A Baby Doll Bandit, regia di Fred C. Fishback (Fred Hibbard) (1920)
- Her Five-Foot Highness, regia di Harry L. Franklin (1920)
- Downing an Uprising, regia di Eddie Lyons e Lee Moran - cortometraggio (1920)
- Alias Miss Dodd, regia di Harry L. Franklin (1920)
- The Adorable Savage, regia di Norman Dawn (1920)
- White Youth, regia di Norman Dawn (1920)

### 1921
- The Fire Cat, regia di Norman Dawn (1921)
- The Unknown Wife, regia di William Worthington (1921)
- Thunder Island, regia di Norman Dawn (1921)
- Luring Lips
- In Society
- Opened Shutters

### 1922
- La coppia ideale (Saturday Night), regia di Cecil B. DeMille (1922)
- The Son of the Wolf
- Flesh and Blood, regia di Irving Cummings (1922)
- Pawned
- A Front Page Story
- Thorns and Orange Blossoms

### 1923
- The Dangerous Age
- The Sunshine Trail
- Backbone, regia di Edward Sloman (1923)
- Fratello maggiore (Big Brother), regia di Allan Dwan (1923)

### 1924
- Roulette, regia di Stanner E.V. Taylor (1924)
- Thy Name Is Woman
- Twenty Dollars a Week, regia di F. Harmon Weight (1924)
- The Bowery Bishop
- Roaring Rails
- The Age of Innocence

### 1925
- Three Keys
- On Thin Ice
- Wasted Lives, regia di John Gorman (1925)
- Shattered Lives, regia di Henry McCarty (1925)
- Speed Mad
- Heir-Loons
- The New Champion
- Seven Keys to Baldpate, regia di Fred C. Newmeyer (1925)

### 1926
- The Taxi Mystery
- The Mystery Club
- The Road to Broadway
- Shameful Behavior?
- There You Are!, regia di Edward Sedgwick (1926)
- The Jazz Girl

### 1928
- Man from Headquarters
- The Adorable Outcast
- No Ordinary Guy
- Dreary House

### 1929
- The Phantom of the North, regia di Harry S. Webb (1929)
- The Wagon Master, regia di Harry Joe Brown (1929)
- Two O'Clock in the Morning, regia di Andrew Marton (1929)